# エロニ・マウィ
エロニ・マウィ（Eroni Mawi、1996年6月2日 - ）は、プレミアシップサラセンズに所属するラグビーユニオン選手。

## プロフィール
- フィジー・ラウトカ出身。
- ポジションはプロップ(PR)。
- 身長 180cm、体重 131kg
- ニックネームはRonny[1]。
- U20フィジー代表に選ばれたことがある。
- フィジー代表キャップは14（2022年12月現在）でラグビーワールドカップ2019のフィジー代表に選ばれた[2]。

## 略歴
フィジアン・ドゥルアを経て、2020年、サラセンズに加入。